# Pseudacanthocinus mindanaonis
Pseudacanthocinus mindanaonis là một loài bọ cánh cứng trong họ Cerambycidae.